# Tarariras
Tarariras, auch bekannt als Joaquin Suarez, ist eine Stadt im Süden Uruguays.

## Geographie
Die Stadt liegt auf dem Gebiet des Departamento Colonia in dessen Sektor 12 in einer Höhe von 73 Metern über dem Meeresspiegel. Sie befindet sich in etwa 45 km Entfernung zur Departamento-Hauptstadt Colonia del Sacramento. Die Distanz zur Landeshauptstadt Montevideo beträgt 165 km.

## Geschichte
Am 27. August 1959 erhielt Tarariras durch die gesetzliche Regelung des Ley No. 12.621 die Bezeichnung Villa zuerkannt.

## Infrastruktur

### Bildung
Tarariras verfügt mit dem 1949 gegründeten Liceo de Tarariras über eine weiterführende Schule (Liceo).

### Verkehr
Tarariras liegt an der Kreuzung der Ruta 22 und der Ruta 55.

### Wirtschaft
In Tarariras existiert ein von Hadi Teherani erbautes Fagar-Cola-Abfüllwerk.

## Einwohner
Die Stadt hatte bei der Volkszählung im Jahre 2004 6.070 Einwohner (Stand: 2004).
| Jahr | Einwohner |
| ---- | --------- |
| 1963 | 2.967     |
| 1975 | 4.489     |
| 1985 | 5.305     |
| 1996 | 6.174     |
| 2004 | 6.070     |

Quelle: Instituto Nacional de Estadística de Uruguay

## Stadtverwaltung
Bürgermeisterin (Alcaldesa) von Tarariras ist Diana Olivera.

## Söhne und Töchter der Stadt
- Wilde Baridón (1941–1965), Radrennfahrer
- Florencia Colucci (* 1985), Schauspielerin
- Facundo Píriz (* 1990), Fußballspieler
- Ignacio Barrios (* 1992), Fußballspieler
- Federico Ricca (* 1994), Fußballspieler
- Leandro Suhr (* 1997), Fußballspieler